# Johann Jakob Hottinger
Johann Jakob Hottinger (Zurigo, 18 maggio 1783 – Zurigo, 17 maggio 1860) è stato uno storico svizzero.
Docente all'università di Zurigo dal 1831, fu gran maestro della massoneria svizzera (Gran Loggia svizzera Alpina) dal 1844 al 1850. Nel 1842 pubblicò una fortunata biografia di Ulrico Zwingli.